# Ở lưng chừng thời gian
Ở lưng chừng thời gian (tiếng Anh: The Time In Between) là tiểu thuyết của nhà văn Canada David Bergen. Cuốn sách đã giành được giải Scotiabank Giller của Canada năm 2005.
Ở lưng chừng thời gian được xuất bản tại Việt Nam năm 2007, với bản dịch của Nguyễn Tuệ Đan, do công ty Nhã Nam phát hành.

## Nội dung
Bị ám ảnh trong suốt 30 năm về những tội ác mà mình đã chứng kiến và phạm phải, Charles Boatman rời khỏi căn nhà lắp ghép của ông và trở lại Việt Nam với hi vọng tìm thấy sự thông cảm với những gì ông đã làm khi còn là một người lính trẻ. Hai người con của ông, Ada và Jon tới Việt Nam tìm kiếm cha bằng cách lần theo từng dấu vết của ông, hỏi tất cả những người ông từng gặp và thậm chí đọc cả những cuốn tiểu thuyết đã từng khiến ông mê mải. Ada - cô con gái lớn của Charles đã không chỉ đi tìm cha mà còn đi tìm lại thế giới ẩn bên trong ông và ngày càng đồng cảm với nỗi đau khổ, tuyệt vọng mà cha cô phải trải qua. Ada đã gặp và yêu họa sĩ Hoàng Vũ, người cũng đã từng trải qua những năm tháng của một người lính và hiện tại cũng chìm mãi trong cô đơn. Những gương mặt khác cũng xuất hiện như những bức chân dung về con người đang sống trên đất nước Việt Nam trong những năm tháng sau chiến tranh: Yên - một thằng bé sớm phải khổ cực và tính cách kỳ quái, Đạt - nhân viên cảnh sát địa phương cứng nhắc và vô cảm, Thanh - người phiên dịch khiêm nhường đã từng là lính Ngụy và thấp thoáng đâu đó hình ảnh của Đặng Thọ, nhà văn viết ra cuốn sách đầy ám ảnh về chiến tranh đã đưa Charles Boatman vào thế giới mà ông không giải thích được.